# 1919 ve fotografii

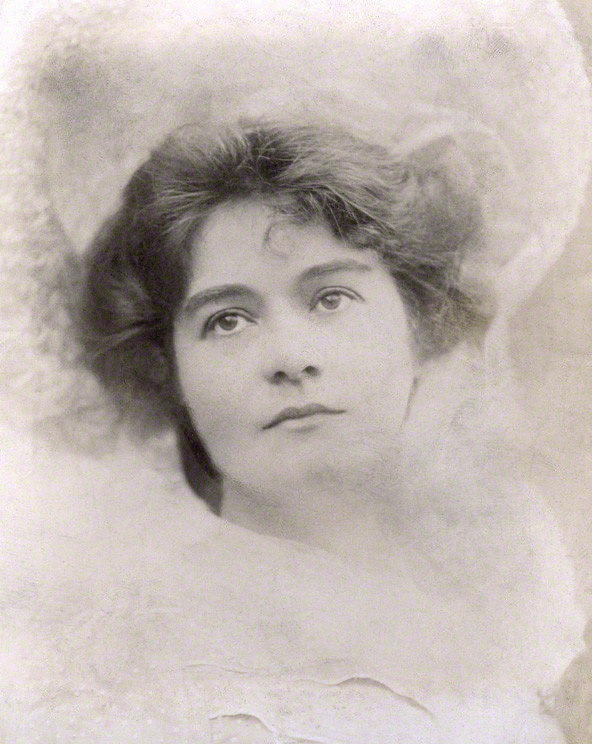
Lallie Charles v roce 1919 zemřela

Tento článek obsahuje významné fotografické události v roce 1919.

## Narození v roce 1919
- 1. února – Zbigniew Brym, polský plukovník, fotograf a novinář, Varšavské povstání 1944 († 1. prosince 2006)
- 10. února – Andrzej Ancuta, polský režisér, kameraman a fotograf († 14. února 2009)
- 14. února 1919 – Miroslav Zikmund, český cestovatel a fotograf († 1. prosince 2021)
- 21. února – Věra Gabrielová, česká herečka a fotografka († 12. prosince 2002)
- 25. února – Margit Ekman, finská fotografka († 19. srpna 2011)
- 9. března – Marcel Schroeder, lucemburský fotograf († 2. října 1999)
- 14. března – Dickey Chapelle, americká válečná fotožurnalistka († 1965)
- 17. března – Violette Cornelius, nizozemská umělkyně, fotografka a odbojářka během druhé světové války († 23. ledna 1998)
- 28. dubna – Werner Nefflen, švýcarský fotograf († 1. srpna 2014)
- 18. května – André Gamet, francouzský reportážní fotograf († 17. března 2017)
- 14. července – Ivar Øiesvold, norský fotograf  († 1978)
- 26. června – David Conover, americký fotograf, objevitel Marilyn Monroe († 21. prosince 1983)
- 4. srpna – Viktor Richter, český dokumentární fotograf († 2005)
- 7. srpna – Ladislav Sitenský, český fotograf († 14. listopadu 2009)
- 28. srpna – Harold Corsini, americký fotograf († 1. ledna 2008)
- 10. září – Josef Illík, český fotograf a kameraman († 21. ledna 2006)
- 14. září – Džun Miki, japonský fotograf († 22. února 1992)
- 24. září – Staša Fleischmannová, česká fotografka a autorka vzpomínkové literatury († 30. ledna 2020)
- 27. září – Karel Ludwig, český fotograf († 4. června 1977)
- 7. října – René Basset, francouzský fotograf
- 23. října – Allan Grant, americký fotograf, poslední fotografování s Marilyn Monroe († 1. února 2008)
- 1. listopadu – Peter Merom, izraelský fotograf narozený v Německu. Specializoval se především na krajinářskou fotografii a krajinný detail. († 20. února 2022)
- 24. listopadu – Vsevolod Sergejevič Tarasevič, ruský fotograf († 1998)
- 4. prosince – John Stewart, anglický fotograf tvořící ve Francii a v USA († 10. března 2017)[1]
- 9. prosince – Marie Anna Mayrová z Melnhofu, rakouská aristokratka a fotografka († 4. května 2025)
- ? – Martha McMillan Roberts, americká fotografka († 1992)
- ? – Sven Hörnell, švédský fotograf († 4. října 1992)

## Úmrtí v roce 1919
- 25. ledna – Rosalie Sjöman, jedna z prvních švédských fotografek (* 16. října 1833)
- 15. března – Emma Jane Gay, americká fotografka původních obyvatel Nez Perce (* 27. července 1830)
- 5. dubna – Lallie Charles, britská fotografka (* 1869)
- 13. května – Anna Fiedlerová, česká fotografka, majitelka významného pražského ateliéru v období 1870–1890 a průkopnice fotografie (* 7. února 1841)
- 26. května – Charles Herbert, francouzský fotograf (* 22. května 1829)
- 27. června – Karl Emil Ståhlberg, finský fotograf a filmový producent (* 30. listopadu 1862)
- 13. srpna – Josef Klvaňa, přírodovědec, etnograf, pedagog a fotograf (* 22. ledna 1857)
- 17. září – Carl Sonne, dánský portrétní fotograf a dvorní fotograf pro dánský, švédský a norský dvůr (* 9. dubna 1845)
- ? – Kristen Feilberg, dánský fotograf (* 26. srpna 1839)
- ? – Georges Ancely, francouzský fotograf (* 1847)
- ? – Charles Gallot, francouzský fotograf (* 9. dubna 1838)
- ? – Dimitar Karastojanov, bulharský fotograf (* 1856)